# Finnische Badmintonmeisterschaft 1967
Die Finnische Badmintonmeisterschaft 1967 fand in Helsinki statt. Es war die 13. Austragung der nationalen Titelkämpfe von Finnland im Badminton.

## Titelträger
| Disziplin    | Sieger                                        |
| ------------ | --------------------------------------------- |
| Herreneinzel | Mårten Segercrantz                            |
| Dameneinzel  | Wiola Hästbacka                               |
| Herrendoppel | Bengt Söderberg Mårten Segercrantz            |
| Damendoppel  | Wiola Hästbacka Ann Christine Tengström       |
| Mixed        | Carl Johan Godenhjelm Ann Christine Tengström |